# 다케다촌 (효고현)
다케다촌(竹田村)은 효고현 히카미군에 있던 촌이다. 현재의 단바시 이치시마정 나카타케다・이치시마정시모타케다에 해당한다.

## 역사
- 1889년 4월 1일 - 정촌제 시행에 의해 4촌의 구역을 가지고 성립하였다.
- 1955년 3월 20일 - 요시미촌, 사키야마촌, 가모노쇼촌, 미와촌과 합병해 이치지마정이 성립, 동일 다케다촌은 폐지되었다.

## 교통

### 철도
- 일본국유철도
  - 후쿠치야마선

### 도로
- 국도 제175호선

## 참고문헌
- 角川日本地名大辞典 28 兵庫県